# Гай Вібій Марс
Гай Вібій Марс (? — після 44 року н. е.) — політичний та військовий діяч Римської імперії, консул-суффект 17 року.

## Життєпис
Походив з роду нобілів Вібіїв. Про батьків немає відомостей. У 17 році н. е. став консулом-суффектом разом з Луцієм Волузеєм Прокулом. Його повноваження тривали до осені. Тоді ж як преторіанський легат супроводжував Германіка на Схід. Після отруєння останнього звинуватив Гнея Кальпурнія Пізона в отруєнні Германіка. Гай Вібій залишався разом із удовою Германіка — Агріппіною Старшою — до кінця 19 року. Після цього вони разом перебралися до Риму.
Під час свого перебування у Римі активно брав участь у роботі сенату. При цьому виявив прихильність до імператора Тиберія. Тому з 26 або 27 року був призначений як проконсул до провінції Африка. Тут Вібій залишався десь до 30 року. По поверненню до Риму у 37 році був звинувачений префектом преторія Макроном у змові проти імператора через справу Альбуціли. Гай Марс вже готувався до самогубства, проте смерть Тиберія врятувала його. У 42 році був призначений імператором Клавдієм проконсулом до Сирії. на цій посаді встановив гарні стосунки з місцевими володарями — Іродом Агріппою I, царем Юдеї, Іродом Халкідським, Полемоном II Понтійським, Котісом, царем Малої Вірменії, Антіохом IV, царем Комагени, Сампсігерамотом Емеським. Все це зміцнило позиції римлян на Сході й дозволило у 43 році відбити напад Вардана, царя Парфії, на Малу Вірменію.
Після повернення до Риму Гай Вібій вів життя приватної особи.

## Родина
Дружина — Лелія
Діти:
- Вібія